# Saison 2006 de la Currie Cup Premier Division
Navigation
Currie Cup 2005 Currie Cup 2007
La saison 2006 de la Currie Cup Premier Division voit s'affronter les huit meilleures provinces d'Afrique du Sud du 23 juin au 14 octobre 2006. La compétition est en deux phases. Lors de la première phase de la compétition, les équipes s'affrontent en matchs aller-retour. Les quatre premières sont qualifiées pour les demi-finales. L'équipe classée première affronte celle classée quatrième, et l'équipe classée seconde affronte celle classée troisième.
La compétition est remportée par les Free State Cheetahs et les Blue Bulls qui ne peuvent se départager en finale à l'issue des prolongations (28-28). Le score à la fin du temps réglementaire est de 25 partout et les deux équipes marquent une pénalité dans le temps additionnel.

## Équipes participantes
La compétition oppose pour la saison 2006 les huit meilleures provinces sud-africaines de rugby à XV :
| - Blue Bulls - Falcons - Free State Cheetahs - Golden Lions | - Griquas - Natal Sharks - Pumas - Western Province |

## Classement de la phase régulière
| Rang | Province                | J  | V  | N | D  | Bo | Bd | Pm  | Pe  | Diff | Pts |
| ---- | ----------------------- | -- | -- | - | -- | -- | -- | --- | --- | ---- | --- |
| 1    | Free State Cheetahs (T) | 14 | 10 | 0 | 4  | 9  | 1  | 579 | 286 | +293 | 50  |
| 2    | Blue Bulls              | 14 | 10 | 0 | 4  | 8  | 2  | 479 | 284 | +195 | 50  |
| 3    | Western Province        | 14 | 10 | 0 | 4  | 7  | 2  | 424 | 289 | +135 | 49  |
| 4    | Natal Sharks            | 14 | 9  | 0 | 5  | 9  | 3  | 513 | 309 | +204 | 48  |
| 5    | Golden Lions            | 14 | 9  | 0 | 5  | 8  | 2  | 485 | 383 | +102 | 46  |
| 6    | Griquas                 | 14 | 5  | 0 | 9  | 3  | 2  | 370 | 509 | -139 | 25  |
| 7    | Falcons                 | 14 | 3  | 0 | 11 | 4  | 1  | 303 | 546 | -243 | 17  |
| 8    | Pumas                   | 14 | 0  | 0 | 14 | 3  | 1  | 244 | 791 | -547 | 4   |

|  | Qualifiés pour la phase finale (no 1, no 2, no 3, no 4). |
|  | T : Tenant du titre 2005                                 |

Attribution des points : victoire sur tapis vert : 5, victoire : 4, match nul : 2, défaite : 0, forfait : -2 ; plus les bonus (offensif : 4 essais marqués ; défensif : défaite par 7 points d'écart maximum).
Règle de classement : ?

## Résultats des rencontres de la phase régulière
L'équipe qui reçoit est indiquée dans la colonne de gauche.
| Province            | BLU   | FAL   | FSC   | GOL   | GRI   | NAT   | PUM   | WES   |
| ------------------- | ----- | ----- | ----- | ----- | ----- | ----- | ----- | ----- |
| Blue Bulls          |       | 18-16 | 41-31 | 17-19 | 39-20 | 28-37 | 66-3  | 10-15 |
| Falcons             | 13-27 |       | 9-66  | 17-32 | 23-8  | 17-46 | 64-41 | 31-40 |
| Free State Cheetahs | 12-24 | 78-8  |       | 59-5  | 55-14 | 37-35 | 42-27 | 28-13 |
| Golden Lions        | 24-39 | 32-19 | 39-28 |       | 34-32 | 22-21 | 74-15 | 42-36 |
| Griquas             | 22-62 | 36-27 | 20-31 | 27-23 |       | 23-22 | 60-26 | 23-27 |
| Natal Sharks        | 32-50 | 48-10 | 19-31 | 33-22 | 60-8  |       | 34-16 | 16-6  |
| Pumas               | 17-48 | 8-36  | 12-68 | 10-89 | 27-60 | 14-82 |       | 18-25 |
| Western Province    | 23-12 | 66-13 | 20-13 | 30-28 | 55-17 | 25-28 | 43-10 |       |

|  | Victoire à domicile |  | Match nul |  | Défaite à domicile |

## Phase finale
|  | Demi-finales                               | Demi-finales                               |                         |    | Finale                                      | Finale                                      |
|  | Demi-finales                               | Demi-finales                               |                         |    | Finale                                      | Finale                                      |
|  |                                            |                                            |                         |    |                                             |                                             |
|  | 7 octobre 2006, Vodacom Park, Bloemfontein | 7 octobre 2006, Vodacom Park, Bloemfontein |                         |    | 14 octobre 2006, Vodacom Park, Bloemfontein | 14 octobre 2006, Vodacom Park, Bloemfontein |
|  | 7 octobre 2006, Vodacom Park, Bloemfontein | 7 octobre 2006, Vodacom Park, Bloemfontein |                         |    | 14 octobre 2006, Vodacom Park, Bloemfontein | 14 octobre 2006, Vodacom Park, Bloemfontein |
|  | [1] Free State Cheetahs                    | 30                                         |                         |    | 14 octobre 2006, Vodacom Park, Bloemfontein | 14 octobre 2006, Vodacom Park, Bloemfontein |
|  | [1] Free State Cheetahs                    | 30                                         |                         |    | 14 octobre 2006, Vodacom Park, Bloemfontein | 14 octobre 2006, Vodacom Park, Bloemfontein |
|  | [4] Natal Sharks                           | 14                                         |                         |    | 14 octobre 2006, Vodacom Park, Bloemfontein | 14 octobre 2006, Vodacom Park, Bloemfontein |
|  | [4] Natal Sharks                           | 14                                         | [1] Free State Cheetahs | 28 |                                             |                                             |
|  | 7 octobre 2006, Loftus Versfeld, Pretoria  |                                            | [1] Free State Cheetahs | 28 |                                             |                                             |
|  |                                            | [2] Blue Bulls                             | 28                      |    |                                             |                                             |
|  | [2] Blue Bulls                             | [2] Blue Bulls                             | 28                      | 45 |                                             |                                             |
|  | [2] Blue Bulls                             |                                            |                         | 45 |                                             |                                             |
|  | [3] Western Province                       | 30                                         |                         |    |                                             |                                             |
|  | [3] Western Province                       | 30                                         |                         |    |                                             |                                             |